# Lecca lecca

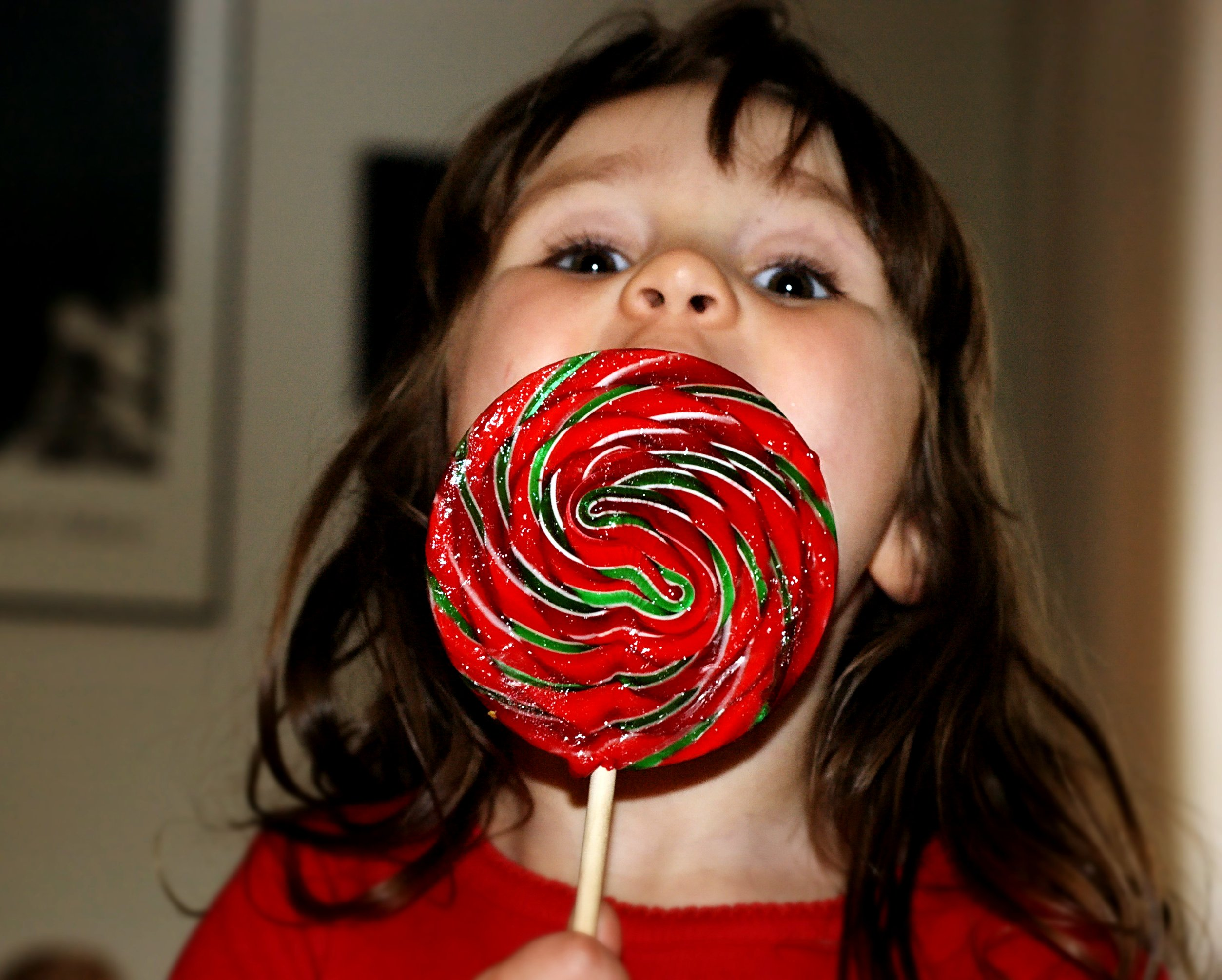
Una bambina alle prese con un lecca-lecca.

Il lecca lecca (anche lecca-lecca o leccalecca) è un prodotto dolciario destinato soprattutto all'infanzia.
È costituito da una caramella di vari gusti, solitamente circolare o piatta ma a volte di forme diverse, collocata su un bastoncino in legno o in plastica.
È probabile che l'idea di un prodotto dolciario collocato su un bastoncino sia molto antica e sia stata reinventata diverse volte nella storia. Alcuni fanno risalire il lecca lecca all'inizio del XIX secolo altri alla guerra civile americana. Il lecca lecca moderno è stato inventato da George Smith nel 1908 e registrato nel 1931 con il nome inglese di lollipop, un nome preso da una corsa di cavalli, la Lolly pop.

## Storia
La prima incarnazione del lecca lecca fu probabilmente creata da uomini preistorici che migliaia di anni fa raccoglievano miele dagli alveari con un bastoncino, così facendo non sprecavano il dolce nettare e non si sporcavano le mani.

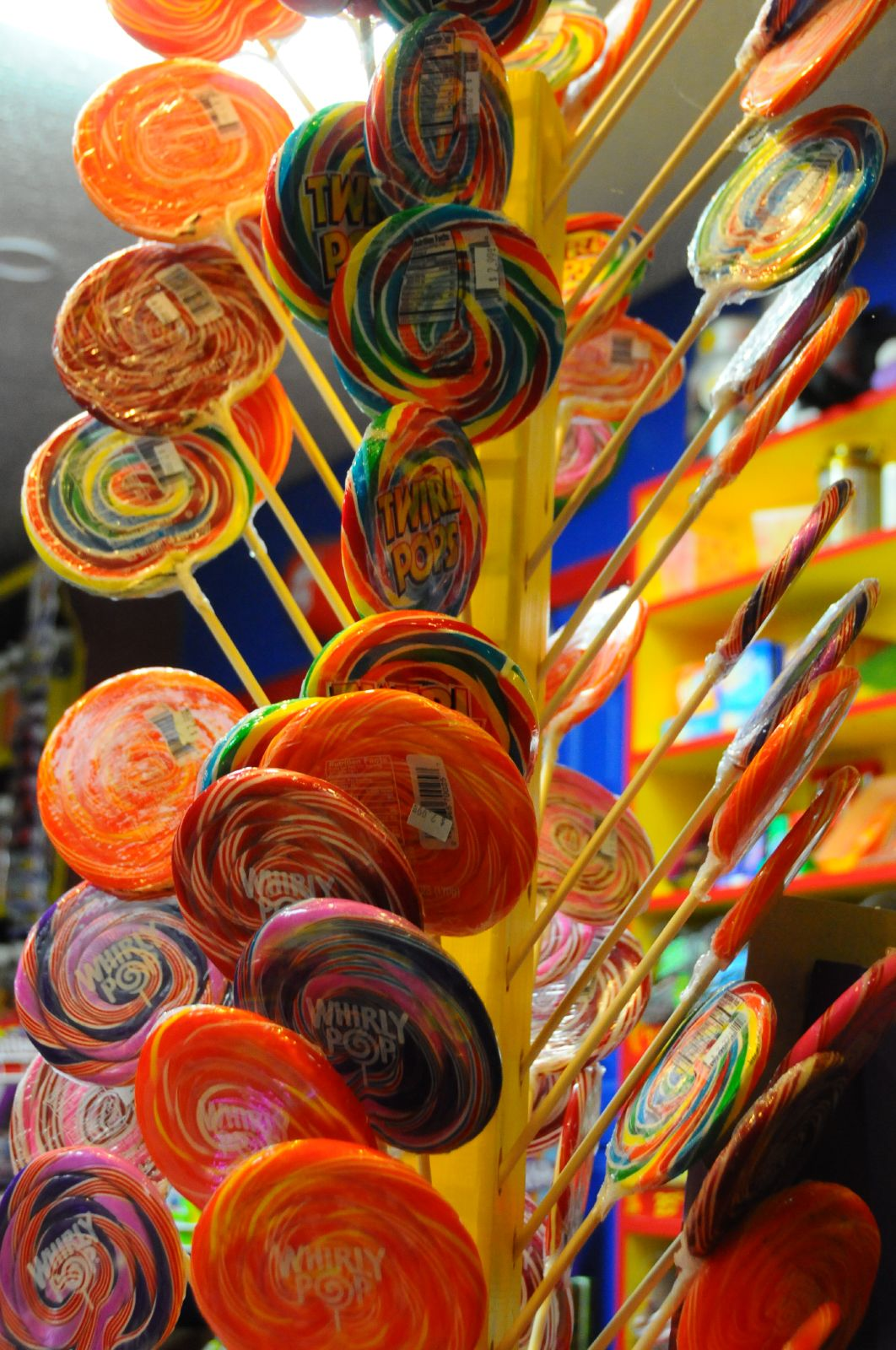
Lecca lecca in esposizione

Gli archeologi ritengono che gli antichi cinesi, gli arabi e gli egiziani producessero tutti dei confetti di frutta e noci che "candivano" nel miele (che fungeva da conservante) e inserivano i bastoncini per facilitare il consumo.
Nel XVII secolo, con lo zucchero che diventava più abbondante, gli inglesi producevano dei dolcetti di zucchero bollito e vi inserivano dei bastoncini per renderli più facili da mangiare.
In Russia lo zucchero era molto usato nella conservazione, inventando nuove ricette, tra cui la marmellata (“varenje”), e si diffusero anche gli antenati dei moderni lecca lecca. Chiamati “ledenets” appaiono per la prima volta nelle cronache del 1489. Questa delizia poteva avere molte forme, anche se poi, col tempo, ha assunto soprattutto quella del gallo, diffusa ancora oggi. Il gallo infatti ha un ruolo magico e rappresenta un uccello regale nelle fiabe russe. All’inizio del XIX secolo, possiamo vedere le stampe popolari dell’epoca che raffigurano i bambini con in mano enormi lecca lecca, mentre gli adulti benestanti preferivano concedersi una caramella più costosa, il Montpensier.
Già nel 1905, il proprietario della McAviney Candy Company si era imbattuto casualmente nel lecca-lecca. La compagnia preparò delle caramelle dure bollite che furono mescolate con un bastone, e alla fine del giorno, il proprietario portò i bastoncini coperti con le caramelle a casa per i suoi bambini. Tuttavia solo dal 1908 ha iniziato a commercializzare questi "bastoncini di zucchero usati". Sempre nel 1908, a Racine, nel Wisconsin, la prima produzione di lecca-lecca automatizzata fu realizzata dalla Racine Confectionary Machine Company che introdusse una macchina che mise caramelle dure sulla punta di un bastone al ritmo di 2400 bastoncini all'ora.
Intorno al 1912, l'immigrato russo Samuel Born inventò una macchina che inseriva bastoncini nelle caramelle. La macchina fu chiamata Born Sucker Machine e la città di San Francisco la considerò così innovativa che gli assegnarono le chiavi della città nel 1916. George Smith, proprietario di una società dolciaria chiamata Bradley Smith Company, si è preso il merito di aver inventato il moderno versione del lecca-lecca.

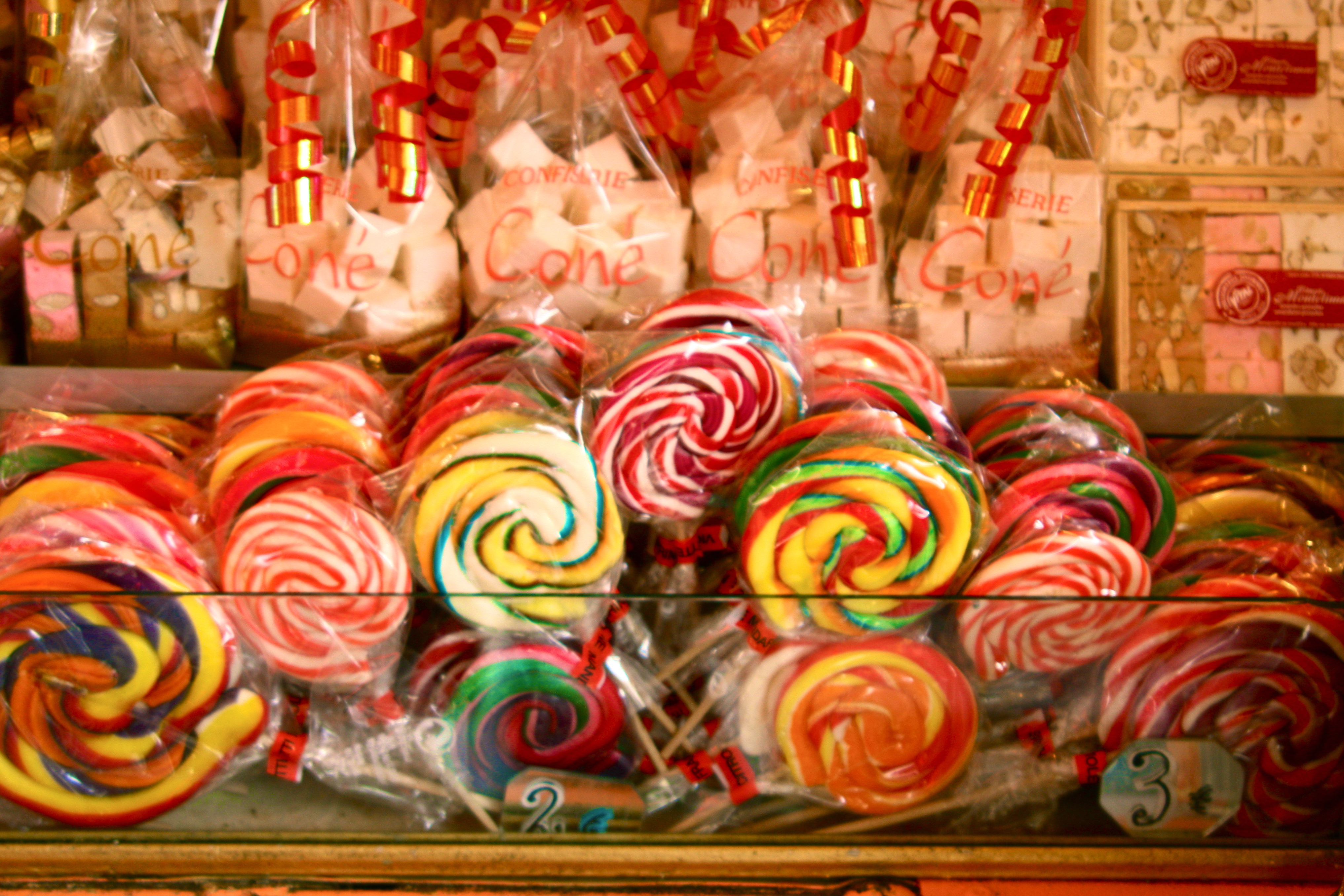
Dei lecca lecca in un negozio di dolciumi